# Phyllochaetopterus solitarius
Phyllochaetopterus solitarius är en ringmaskart som beskrevs av Rioja 1917. Phyllochaetopterus solitarius ingår i släktet Phyllochaetopterus och familjen Chaetopteridae. Inga underarter finns listade i Catalogue of Life.